# Ja'aliner
Ja'aliner, även Jaaliyin, Jaalyin, Jaaliyn – i Sudan kända som gaaliner – är ett av Sudans större folkkluster som inkluderar ett flertal arabiska stammar eller klaner så som den egentliga Jalayin-stammen, Shāyqiyyah och Rubtab. De är ett bofast folk som lever längs mellersta Nilen, från Dongola söderut till Khartoum. De talar arabiska och är muslimer.
De gör anspråk på att härstamma från profeten Muhammed. Andra hävdar att de är arabiserade nubier, då de har typiska nordafrikanska ansiktsärr som kroppskonst, men troligen är de ett blandfolk.[källa behövs] De uppgår till drygt två miljoner på landsbygden.